# Guéla Doué
Pour les articles homonymes, voir Doué.
Guéla Doué, né le 17 octobre 2002 à Angers (Maine-et-Loire), est un footballeur international ivoirien qui évolue au poste d'arrière droit au RC Strasbourg. Il est le grand frère de Désiré Doué

## Biographie
Guéla Maho Lewis Doué naît le 17 octobre 2002 à Angers, dans le Maine-et-Loire, d'une mère française et d'un père ivoirien,. Son frère cadet, Désiré Doué, est également footballeur professionnel son oncle Noumandiez Désiré Doué, lui est arbitre international Ivoirien. Désiré, lui, arrive au Stade rennais FC à l'âge de 8 ans.
Il fait partie de la génération 2002 composée notamment d'Eduardo Camavinga, Brandon Soppy et Georginio Rutter. Guéla Doué commence à jouer avec la réserve du Stade rennais FC en National 3 lors de la saison 2020-2021.

### Carrière en club
Le 20 juillet 2022, il fait ses débuts avec l'équipe première lors des matches amicaux de l'été 2022 contre le Stade Malherbe Caen.
Le 18 novembre 2021, Guéla Doué signe son premier contrat professionnel avec le Stade rennais FC, son club formateur,.
Le 1er février 2023, il dispute son premier match en professionnel face au RC Strasbourg lors d'une victoire trois buts à zéro. Il rentre en fin de match pour remplacer son frère cadet Désiré Doué qui venait de devenir le plus jeune joueur à délivrer une passe décisive et à marquer un but lors d'un match de Ligue 1,.
Le 17 janvier 2023, il prolonge son contrat avec le Stade rennais FC jusqu'en 2025,,.
Le 25 juillet 2024, Guéla Doué signe à RC Strasbourg pour cinq ans contre une indemnité de 8 millions d'euros au Stade rennais FC son club formateur,,.

### Carrière en sélection
Guéla Doué est appelé avec l'équipe de Côte d'Ivoire des moins de 23 ans,.
Le 24 mars 2023, il dispute son premier match à Rabat contre l'équipe d'Ouzbékistan des moins de 23 ans.
Le 11 mars 2024, Guéla Doué est appelé avec la sélection ivoirienne, il s’agit de sa première convocation avec les Éléphants.

## Statistiques

### Détaillées
| Saison                | Club                  | Championnat           | Championnat | Championnat | Championnat | Coupe(s) nationale(s) | Coupe(s) nationale(s) | Coupe(s) nationale(s) | Compétition(s) continentale(s) | Compétition(s) continentale(s) | Compétition(s) continentale(s) | Compétition(s) continentale(s) | Total | Total | Total |
| Saison                | Club                  | Division              | M.          | B.          | P.d.        | M.                    | B.                    | P.d.                  | Comp.                          | M.                             | B.                             | P.d.                           | M.    | B.    | P.d.  |
| 2022-2023             | Stade rennais FC      | Ligue 1               | 2           | 0           | 0           | -                     | -                     | -                     | C3                             | 0                              | 0                              | 0                              | 2     | 0     | 0     |
| 2023-2024             | Stade rennais FC      | Ligue 1               | 24          | 0           | 2           | 5                     | 0                     | 0                     | C3                             | 4                              | 0                              | 0                              | 33    | 0     | 2     |
| Sous-total            | Sous-total            | Sous-total            | 26          | 0           | 2           | 5                     | 0                     | 0                     | -                              | 4                              | 0                              | 0                              | 35    | 0     | 2     |
| 2024-2025             | RC Strasbourg         | Ligue 1               | 32          | 1           | 2           | 2                     | 0                     | 0                     | -                              | -                              | -                              | -                              | 34    | 1     | 2     |
| Total sur la carrière | Total sur la carrière | Total sur la carrière | 58          | 2           | 3           | 7                     | 0                     | 0                     | -                              | 4                              | 0                              | 0                              | 69    | 2     | 3     |

### En sélection nationale
| Saison                | Sélection             | Phases finales        | Phases finales | Phases finales | Éliminatoires | Éliminatoires | Matchs amicaux | Matchs amicaux | Total | Total |
| Saison                | Sélection             | Compétition           | M              | B              | M             | B             | M              | B              | M     | B     |
| --------------------- | --------------------- | --------------------- | -------------- | -------------- | ------------- | ------------- | -------------- | -------------- | ----- | ----- |
| 2023-2024             | Côte d'Ivoire         | -                     | -              | -              | -             | -             | 2              | 1              | 2     | 1     |
| 2024-2025             | Côte d'Ivoire         | -                     | -              | -              | 6             | 0             | -              | -              | 6     | 0     |
| Total sur la carrière | Total sur la carrière | Total sur la carrière | -              | -              | 6             | 0             | 2              | 1              | 8     | 1     |

### Liste des matchs internationaux
Le tableau suivant liste les rencontres de l'équipe de Côte d'Ivoire dans lesquelles Guela Doué a été sélectionné depuis le 23 mars 2024 jusqu'à présent :